# منطقه اداری کوردیلرا
منطقه اداری کوردیلرا (به لاتین: Cordillera Administrative Region) یک منطقهٔ مسکونی در فیلیپین است که در Luzon واقع شده‌است.